# Partiële differentiaalvergelijking

De hitte van de afdruk van een hoefijzerachtig heet voorwerp verspreidt zich in de tijd door afkoeling volgens de warmtevergelijking, waarbij de hoogte de temperatuur en de andere assen de ruimtecoördinaten en voorstellen. De temperatuur is afhankelijk van zowel tijd als plaats en. (Hoogte speelt hier geen rol.)

Een partiële differentiaalvergelijking (pdv) is een wiskundige vergelijking die de partiële afgeleiden van een onbekende functie van twee of meer onafhankelijke variabelen bevat.
In de natuurwetenschappen gaat het in wiskundige zin in heel veel gevallen om continue functies met meer dan 1 onafhankelijke variabele. Voorbeelden zijn de voortplanting van geluid, warmtegeleiding, elektrostatica en elektrodynamica, vloeistofstromen en elasticiteit.
Opmerkelijk genoeg komen gelijksoortige differentiaalvergelijkingen in verschillende takken van de natuurkunde voor. Een voorbeeld hiervan zijn golfvergelijkingen in de akoestiek, in de seismiek en in de elektrodynamica. Door de variaties in de verschillende grootheden in onderlinge samenhang te analyseren kan men een partiële differentiaalvergelijking in gesloten vorm opstellen; in combinatie met de unieke rand- en beginvoorwaarden kan men soms door gebruik te maken van distributies, fouriertransformaties en ander technieken een eenduidige oplossing vinden. Een klassiek voorbeeld hiervan is het gebruik van fourierreeksen bij het oplossen van niet-stationaire warmtegeleidingsproblemen.
In het algemeen zijn voor partiële differentiaalvergelijkingen moeilijker gesloten, ofwel "analytische" oplossingen te vinden, dan voor gewone differentiaalvergelijkingen. Is een analytische oplossing niet mogelijk, dan moet men terugvallen op benaderingsmethoden uit de numerieke wiskunde.

## Introductie
Een eenvoudig voorbeeld van een partiële differentiaalvergelijking is:
{\displaystyle {\frac {\partial }{\partial x}}u(x,y)=0}
Hieruit volgt dat de oplossing onafhankelijk is van {\displaystyle x} en dus geschreven kan worden als:
{\displaystyle u(x,y)=f(y)}
waarin {\displaystyle f} een te bepalen functie van {\displaystyle y} is.
Zoals bovenstaand voorbeeld laat zien, is er in tegenstelling tot de algemene oplossingen van gewone differentiaalvergelijkingen bij oplossingen voor partiële differentiaalvergelijkingen sprake van willekeurige functies, {\displaystyle f(y)}, in plaats van willekeurige constanten. De oplossing voor een partiële differentiaalvergelijking is in het algemeen niet uniek. Om tot een oplossing te komen moeten aanvullende voorwaarden worden gesteld aan de rand van de omgeving waarvoor de oplossing geldt; dit heet een randvoorwaarde. In dit voorbeeld wordt de functie {\displaystyle f(y)}, bijvoorbeeld, uniek bepaald, als {\displaystyle u} wordt gespecificeerd op de lijn {\displaystyle x=0}.

## Voorbeeld
Een voorbeeld van een partiële differentiaalvergelijking is:
{\displaystyle {\frac {\partial ^{2}u}{\partial x\partial y}}+{\frac {\partial u}{\partial x}}=-{\frac {y}{x}}},
met als algemene oplossing:
{\displaystyle u(x,y)=F(y)+e^{-y}G(x)-\ln(x)\left(y-1\right)}
Hierin zijn {\displaystyle F} en {\displaystyle G} willekeurige functies.

## Belangrijke partiële differentiaalvergelijkingen
Tenzij anders vermeld, zijn zij lineair, van de 2e orde.
- Burgers' vergelijking (niet-lineair)
- Diffusievergelijking
- Dirac-vergelijking (1e orde)
- Euler-Lagrange-vergelijking
- Golfvergelijking
- Hamilton-Jacobi-vergelijking
- Klein-Gordonvergelijking
- Korteweg-de Vries-vergelijking (niet-lineair, 3e orde)
- Laplace-vergelijking
- Navier-Stokes vergelijking (niet-lineair)
- Maxwell-vergelijkingen (een stelsel van 4 gekoppelde 2e orde DV's; lineariteit hangt af van het medium)
- Poissonvergelijking
- Schrödingervergelijking
- Swift-Hohenbergvergelijking (niet-lineair)
- Transportvergelijking (1e orde)
- Taxis-Diffusie-reactievergelijkingen
- Warmtevergelijking